# Holden Roberto

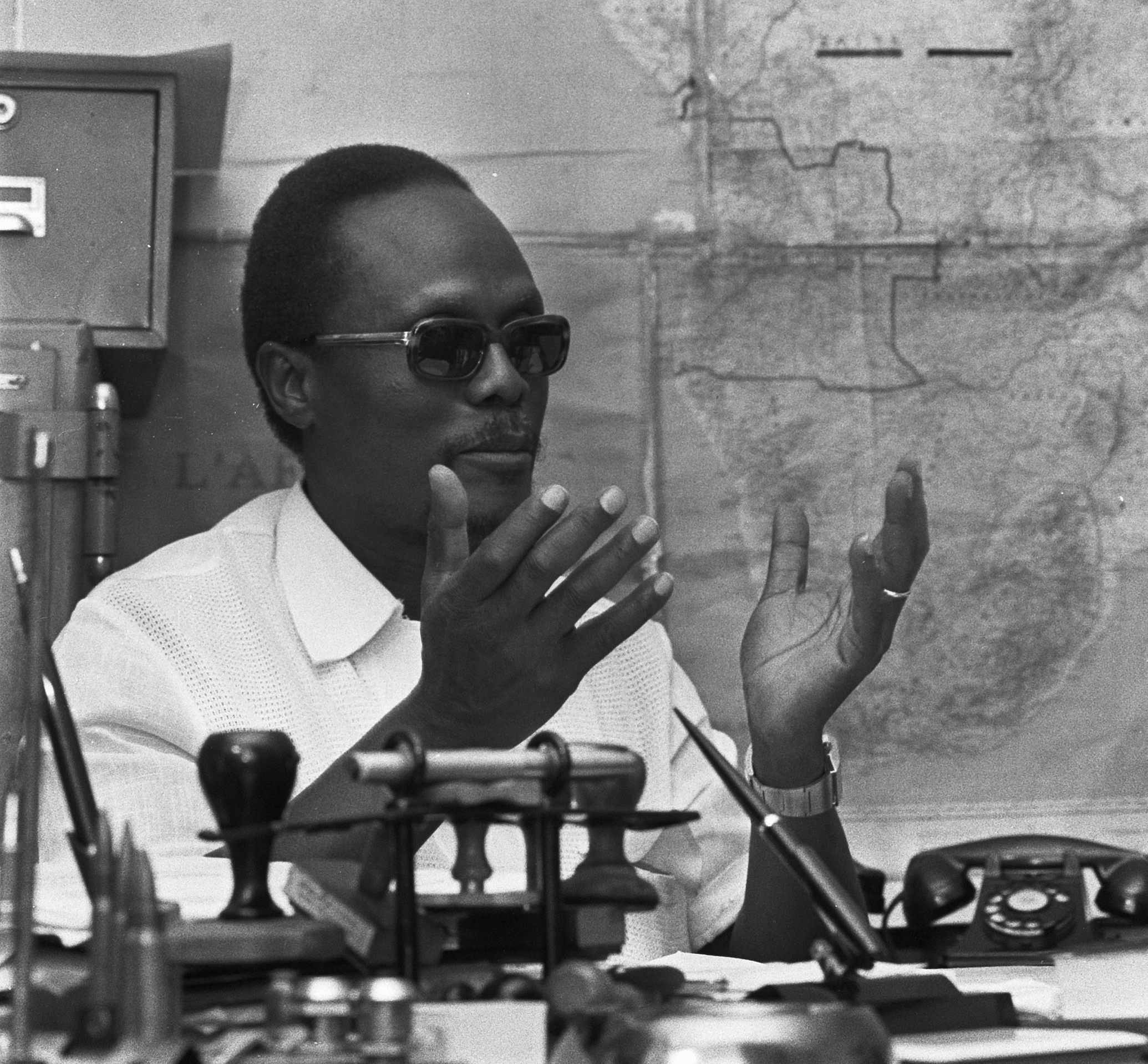
Holden Roberto (1973)

Álvaro Holden Roberto (* 12. Januar 1923 in São Salvador do Congo, dem heutigen M’banza Kongo, Angola; † 2. August 2007 in Luanda) war ein angolanischer Politiker und Guerilla-Führer. Er gründete 1962 die Frente Nacional de Libertação de Angola (FNLA) und führte sie bis 1999 an.

## Familie und Jugend
Als Sohn von García Diasiwa Roberto und seiner Frau Joana Lala Nekaka zog er mit seiner Familie im Jahr 1925 nach Léopoldville in Belgisch-Kongo (heute Demokratische Republik Kongo). Im Jahr 1940 erlangte er den Abschluss bei einer Missionsschule der Baptisten. Anschließend arbeitete er acht Jahre lang für das belgische Finanzministerium in Léopoldville, Bukavu und Stanleyville. Im Jahr 1951 reiste er nach Angola, wo er Zeuge wurde, wie portugiesische Beamte einen alten Mann misshandelten. Dieses Ereignis führte dazu, dass er Politiker werden wollte.

## Laufbahn als Politiker
Mit Barros Necaca gründete er am 14. Juli 1956 die União das Populações do Norte de Angola, später umbenannt in União das Populações de Angola (UPA). Als Präsident der UPNA vertrat er Angola auf dem All-African Peoples Congress of Ghana im Dezember 1958 in Accra in Ghana, an dem er heimlich teilnahm.
Dort traf er Patrice Lumumba, den späteren Ministerpräsidenten der Demokratischen Republik Kongo, Kenneth Kaunda, den späteren Präsidenten von Sambia, und den Nationalisten Tom Mboya aus Kenia. Er erwarb einen Reisepass von Guinea und besuchte die Vereinten Nationen.
Jonas Savimbi, der spätere Führer der UNITA, trat der UPA im Februar 1961 bei, da er von Mboya und dem Ministerpräsidenten von Kenia, Jomo Kenyatta, dazu gedrängt wurde. In der zweiten Jahreshälfte 1961 wurde Roberto bei Jonas Savimbi der Generalsekretär der UPA.
Der National Security Council (NSC) der US-Regierung unterstützte Roberto in den fünfziger Jahren, wobei er bis 1962 jährlich 6.000 USD erhielt. Als er Informationen für den US-Geheimdienst lieferte, wurde die jährliche Zahlung vom NSC auf 10.000 USD erhöht.

## Frente Nacional de Libertação de Angola (FNLA)
Nach dem Besuch der UNO kehrte er nach Kinshasa zurück und baute in Congo Central eine Miliz auf. Von dort aus löst er am 15. März 1961 einen Aufstand im Nordwesten Angolas aus, der von den dortigen Bakongo getragen wurde. Diese überfielen die von Weißen betriebenen Kaffeeplantagen, Außenposten der Regierung und Handelsplätze, wobei sie jeden töteten, dem sie begegneten. Mindestens 1000 Weiße und eine ungleich größere Zahl von Ovimbundu-Kontraktarbeitern wurden dabei getötet.
Mit dem US-Präsidenten John F. Kennedy traf Roberto am 25. April 1961 zusammen. Als er im selben Jahr von der Regierung in Ghana Hilfe wollte, lehnte Präsident Kwame Nkrumah dies mit der Begründung ab, er werde doch schon von der US-Regierung bezahlt.
Roberto schloss im März 1962 die UPA mit dem Partido Democrático de Angola zusammen, um die FNLA zu bilden. Kurz danach baute er am 27. März die "Angolanische Revolutionsregierung im Exil" (Governo Revolucionário Angolano no Exílio, GRAE) auf und ernannte Savimbi zum Außenminister. Roberto schloss mit dem Präsidenten von Zaire, Mobutu Sese Seko, eine politische Allianz, in deren Zusammenhang er sich scheiden ließ und Mobutus Schwägerin heiratete.
Der Premierminister von China, Zhou Enlai, lud im Jahr 1964 Roberto zu einem Besuch in die Volksrepublik ein. Als Moise Tshombe, der Präsident von Katanga, ihm ankündigte, er dürfe nach dem Besuch in China nicht wieder in den Kongo einreisen, sagte er den Besuch ab.
Jonas Savimbi, den Ovimbundu zugehöriges Mitglied der Führungsgruppe der FNLA, trat im Jahr 1964 aus dieser Bewegung aus und gründete 1966 die UNITA, da Roberto sich weigerte, den angolanischen Unabhängigkeitskampf außerhalb des Siedlungsgebiets der Bakongo zu führen.
In den sechziger Jahren besuchte Roberto Israel und erhielt in den Jahren von 1963 bis 1969 Unterstützung durch die israelische Regierung. Wegen Zweifeln an seiner revolutionären Orientierung entzog das „Befreiungskomitee“ der Organisation für Afrikanische Einheit (OAU) im Juli 1968 Holdens Exilregierung das Vertrauen und die Unterstützung.
Roberto und Agostinho Neto verfolgten für ein unabhängiges Angola eine ähnliche Politik, doch erhielten beide von unterschiedlicher Seite internationale Unterstützung. Neto, der seinen nationalistischen Kurs mit linker Rhetorik verband, konnte auf eine gewisse Hilfestellung seitens der Sowjetunion, Schwedens und verschiedener afrikanischer Länder rechnen. Roberto erhielt dagegen die Unterstützung der USA und anderer Länder. Roberto wandte sich strikt gegen den Plan Netos, die angolanischen Widerstandsgruppen gegen Portugal zu vereinen, weil er die Übernahme der FNLA durch die MPLA fürchtete. Die FNLA behinderte die MPLA, wo immer ihr dies möglich war; so nahm sie verschiedentlich Mitglieder der MPLA gefangen und deportierte sie nach Kinshasa, wo sie getötet wurden.
Unter dem Druck der OAU verbündeten sich 1972 FNLA, UNITA und MPLA zu einer Einheitsfront, doch mit Erreichen der Unabhängigkeit Angolas brach dieses Bündnis schon 1975 wieder auseinander. Gemeinsam versuchten FNLA und UNITA, die MPLA aus der Übergangsregierung zu verdrängen. Während die MPLA in Luanda regierte, bildeten FNLA und UNITA in Huambo eine Gegenregierung und begannen eine Offensive gegen die Hauptstadt. Im Jahr 1976 schlug die MPLA die FNLA vor Luanda, so dass sich die FNLA nach Zaire zurückzog und (anders als die UNITA) in der Bedeutungslosigkeit versank.
Im Jahr 1991 vereinbarten die FNLA und die MPLA das Abkommen von Bicesse, welches u. a. Roberto die Rückkehr nach Angola ermöglichte. Als er sich um die Präsidentschaft bewarb, erhielt er nur 2,1 Prozent der Stimmen. Die FNLA gewann fünf Sitze im Parlament, weigerte sich aber, in die Regierung einzutreten.
Roberto starb am 2. August 2007 im Alter von 84 Jahren nach einem Herzinfarkt an seinem Wohnsitz in Luanda.
Roberto war ein Nachkomme der Monarchen des Königreichs Kongo.

## Referenzliteratur
- John Marcum, The Angolan Revolution, 2 Bände (1950–1962 und 1962–1976), Cambridge/Mass. & London, MIT Press, 1969 und 1978

| Personendaten    | Personendaten           |
| ---------------- | ----------------------- |
| NAME             | Roberto, Holden         |
| ALTERNATIVNAMEN  | Roberto, Holden Álvaro  |
| KURZBESCHREIBUNG | angolanischer Politiker |
| GEBURTSDATUM     | 12. Januar 1923         |
| GEBURTSORT       | São Salvador, Angola    |
| STERBEDATUM      | 2. August 2007          |
| STERBEORT        | Luanda                  |